# Tümlauer-Koog
Tümlauer-Koog település Németországban, Schleswig-Holstein tartományban. Lakosainak száma 109 fő (2023. december 31.).

## Népesség
A település népességének változása:
| Lakosok száma | 158  | 107  | 117  | 99   | 106  | 109  |
|               | 1975 | 2017 | 2019 | 2021 | 2022 | 2023 |